# Kloster Darfeld-Rosenthal
Kloster Darfeld-Rosenthal war von 1795 bis 1825 eine Niederlassung französischer Trappisten und Trappistinnen in Rosendahl, Ortsteil Darfeld, in Westfalen.

## Geschichte

### Von der Schweiz über Belgien nach Westfalen
Augustin de Lestrange, der nach Aufhebung aller Klöster durch die Französische Revolution 1791 in der Kartause La Valsainte in der Schweiz ein Exilkloster gründete und der zahlreiche Mönche zu weiteren Gründungen aussandte, bestimmte eine Gruppe unter Jean-Baptiste Desnoyers (auch: Noyer) zur Gründung in Kanada, wohin sie aber nie gelangte. Stattdessen gründete sie im Juli 1794 die Abtei Westmalle, musste sich aber angesichts der vorrückenden Revolution bereits im Juli 1794 wieder auf die Flucht begeben, die sie unter Prior Arsène Durand (1761–1804) (Desnoyers war nach England weiter gereist) im Oktober nach Münster führte und von da in das Kloster Marienfeld (Harsewinkel). Dort trat an die Stelle des nach Kloster Lulworth in England abkommandierten Priors Durand als neuer Prior Eugène de Laprade, ein Adeliger, der Page der Königin Marie-Antoinette gewesen war und zum Adel im Bistum Münster wie auch zur Fürstin Amalie von Gallitzin gute Beziehungen hatte.

### Gründung des Trappistenklosters Darfeld-Rosenthal
Der Generalvikar des Bistums, Franz von Fürstenberg, unterstützte den Ansiedlungswunsch der Trappisten. Die Familie Droste zu Vischering stellte im Oktober 1795 auf dem Rosenthal in Darfeld (heute: Rosendahl), wo sie das Wasserschloss Darfeld besaß, das für die Gründung eines Klosters nötige Gelände zur Verfügung und nahm in der Bauzeit die Gemeinschaft auf. Die Kirche wurde im Mai 1796 fertiggestellt, am 31. Juli 1796 zog man feierlich in das Kloster ein. Abt Lestrange gab dem anfänglich aus neun Mönchen bestehenden Kloster den Namen La Maison-Dieu de l’Eternité de Notre Dame de La Trappe (Trappistenkloster von der Ewigkeit).

### Gründung des Frauenklosters
Als 1800 die Vertriebenen der Klöster La Valsainte und Sembrancher nach langer Wanderung von Orscha in Weißrussland zurückkamen und ein Teil in Darfeld Zuflucht suchte, gründete dort eine Gemeinschaft von Nonnen unter Priorin Edmond Paul de Barth (1754–1808) am 28. Dezember 1800 das Kloster Maison-Dieu de Notre Dame de la Miséricorde (Kloster Unserer Lieben Frau von der Barmherzigkeit). Die Gründungsgemeinschaft bestand mit Novizinnen und Postulantinnen aus 10 Köpfen. Ein Jahr später waren es 49. Viele wurden abgewiesen, darunter Anna Katharina Emmerick.

### Kloster Driburg und Kloster Darfeld-Kleinburlo
Da das Doppelkloster Darfeld-Rosenthal nur eine Notlösung sein konnte, den Mönchen aber von den Behörden das nur 3 km entfernte (und ab Mai 1800 leer stehende) Kloster Kleinburlo vorerst verwehrt wurde, gründeten sie am 9. Dezember 1799 unter Prior Bernard de Girmont das Filialkloster St. Liborius in Driburg (heute: Bad Driburg), mussten es aber 1803 wieder aufgeben. Erst 1804 konnten die Mönche Kloster Darfeld-Kleinburlo auf 20 Jahre pachten und am 1. November einziehen. Damit war Darfeld-Rosenthal nur noch Nonnenkloster. Als Beichtiger und männlicher Leiter blieb François-Marie Van Langendonck bei den Schwestern zurück.

### Darfeld wird Abtei
Um der Willkürherrschaft von Abt Lestrange zu entgehen, wählten die Mönche am 6. Juli 1806 (1808 vom Papst bestätigt) ihren Prior Laprade zum Abt und Armand Lévêque (später Kloster Le Gard) zum Prior. Laprade wurde am 16. Juli 1808 von Weihbischof Kaspar Maximilian Droste zu Vischering im Dom von Münster zum Abt geweiht. 1809 hatte Darfeld-Kleinburlo 26 Chormönche, 42 Konverse und 11 Novizen.

### Entwicklung des Trappistinnenklosters
In Darfeld-Rosenthal wurde 1808 (als Nachfolgerin der verstorbenen Oberin de Barth) Marie Hélène Van den Broeck (1765–1826) zur Oberin gewählt. Das Frauenkloster bestand 1809 aus 17 Chorschwestern, 13 Konversenschwestern und 12 Novizinnen. In den Erziehungsinstituten beider Klöster waren 76 Kinder.

### Vertreibung durch Napoleon
Als 1811 Napoleon den Zisterzienserorden aufhob und alle reisefähigen Mönche und Nonnen die beiden Klöster verlassen mussten, um sich in ihre Heimatorte zu begeben, tauchten Abt Laprade und die Mehrheit der Mönche unter. Eine Gruppe von Mönchen ging auf das Gut Berger-Busch in Laurensberg (heute: Aachen). Die deutschsprachigen Schwestern unter Oberin Van den Broeck gingen nach Köln und lebten in einer Tuchfabrik. Die französischsprachigen Schwestern gingen unter Führung von Elisabeth Piette auf das Gut Borsut (auch: Borsu) in Verlaine bei Lüttich. Sieben kranke Schwestern blieben unter der Leitung von Sr. Agnès Thuilliez in Darfeld zurück.

### Rückkehr nach Darfeld und Billerbeck
In Darfeld, wo die Kranken die völlige Räumung unmöglich machten, gelang es, die Landwirtschaft noch ein Jahr in Gang zu halten. Am 25. April 1812 jedoch entschied die Präfektur die endgültige Auflösung. 1814, als Napoleon besiegt war, kehrten Laprade und ein Teil der Ordensleute (aber nicht Borsut) nach Darfeld zurück, die Nonnen nach Darfeld-Rosenthal, die Mönche, denen das 1809 durch Brand verwüstete Kleinburlo nicht mehr zur Verfügung stand, nach Billerbeck, wo sie die Wasserburg Haus Hameren mieteten.

### Drangsalierung durch Preußen und Rückwanderung nach Frankreich
Unter nunmehr preußischer Herrschaft hatte es das französische Kloster Darfeld schwer, sich die Sympathien der Gönner und der Bevölkerung zu bewahren. Die Regierung erklärte das Kloster im März 1815 für weiterhin aufgehoben und erlaubte den Verbleib der Religiosen nur unter so drastischen Auflagen (u. a. Verbot, nach außen im Habit in Erscheinung zu treten, und Novizen aufzunehmen), dass sie hoffen konnte, die Mönche, wie sie schrieb, „ohne gewaltsame Maßregeln vollends aus diesen Gegenden zu verscheuchen“. Folglich kam es nach der endgültigen Abdankung Napoleons zu einer Rückwanderbewegung der französischsprachigen Religiosen nach Frankreich mit Gründung der Klöster Port-du-Salut, Le Gard und Laval (Sainte-Catherine, später: La Coudre).

### Auszug aus Darfeld und Gründung von Oelenberg
Als Laprade am 15. Juni 1816 starb, wurde Darfeld dem Generaloberen der Zisterzienser direkt unterstellt und, um die preußische Regierung nicht zu provozieren, als Priorat weitergeführt. Der noch von Laprade ernannte Darfelder Prior Petrus Klausener wurde am 26. Februar 1819 einstimmig durch Wahl bestätigt. Darfeld lebte friedlich, es kam aber zu häufigen Vernehmungen und Durchsuchungen, so dass schließlich auch die deutschsprachigen Religiosen im Elsass nach Siedlungsmöglichkeiten forschten. Im August 1825 räumten sie die beiden Klöster und reisten am 29. September 1825 zu deren Neubesiedelung zur Abtei Oelenberg. Nachdem auch die Schwestern von Laurensfeld hinzugekommen waren, zählte die Gründungsgemeinschaft 31 Brüder und 34 Schwestern. Da die Schwesterngemeinschaft ihren Darfelder Namen bis 1895 behielt, gibt es dort noch heute den Darfelder Friedhof mit den bis 1895 Verstorbenen. Die Oelenberger Mönche gründeten 1888 in 25 km Entfernung von Darfeld in Reken das Kloster Maria Veen, das bis 1952 Bestand hatte.

### Erinnerung an Darfeld heute
In Rosendahl-Darfeld erinnert die Gedenkstätte Rosendahler Kreuz an die einstige Abtei, von der sonst keine materiellen Reste erhalten sind. (52° 1′ 4,4″ N, 7° 13′ 58,5″ O) Zwischen Rosendahl und Entrammes, dem Standort von Kloster Port-du-Salut, besteht seit 1970 eine Partnerschaft. Die Feiern zum 200-jährigen Bestehen der Klöster Port-du-Salut (2015) und La Coudre (2016) erinnerten an die Ursprünge beider Klöster in Darfeld, ein Name, der unter französischen Trappisten nicht vergessen ist.